# Antonio Urdinarán
Antonio Urdinarán (30 ottobre 1898 – 6 agosto 1961) è stato un calciatore uruguaiano, di ruolo difensore.

## Carriera

### Club
Giocò sempre nel campionato uruguaiano.

### Nazionale
Con la propria Nazionale si laureò campione continentale nel 1916, nel 1917 e nel 1920, nonché campione olimpico nel 1924.

## Palmarès

### Nazionale
- Campeonato Sudamericano de Football: 3

Argentina 1916, Uruguay 1917, Cile 1920
- Oro olimpico: 1

Parigi 1924